# Schlacht um Studzianki
Die Schlacht um Studzianki vom 9. bis 16. August 1944 war eine kriegerische Auseinandersetzung zwischen Teilen der sowjetischen 8. Gardearmee der 1. Weißrussischen Front und der ihr zugeteilten polnischen 1. Panzerbrigade gegen Teile der neu formierten deutschen 9. Armee, die den Weichsel-Abschnitt im Raum Warschau verteidigte. Die Schlacht fand im Anschluss an die Panzerschlacht von Wolomin statt und war eine Episode aus der Schlussphase der von der Roten Armee durchgeführten Operation Bagration.

## Vorgeschichte
Die sowjetische 2. Panzerarmee stieß am 24. Juli während der Lublin-Brester Operation zwischen Parczew und Chelm durch die Lücke in der Front der deutschen 4. Panzerarmee und umging Lublin in dem Versuch, eine Möglichkeit zur Überquerung der Weichsel zu finden. Sie wurde dabei von der Polnischen 1. Armee, einschließlich der 1. Panzerbrigade unterstützt. Anfang August kämpfte die polnische 1. Panzerbrigade dann in der ersten Staffel der 8. Gardearmee unter Generaloberst Wassili Tschuikow.

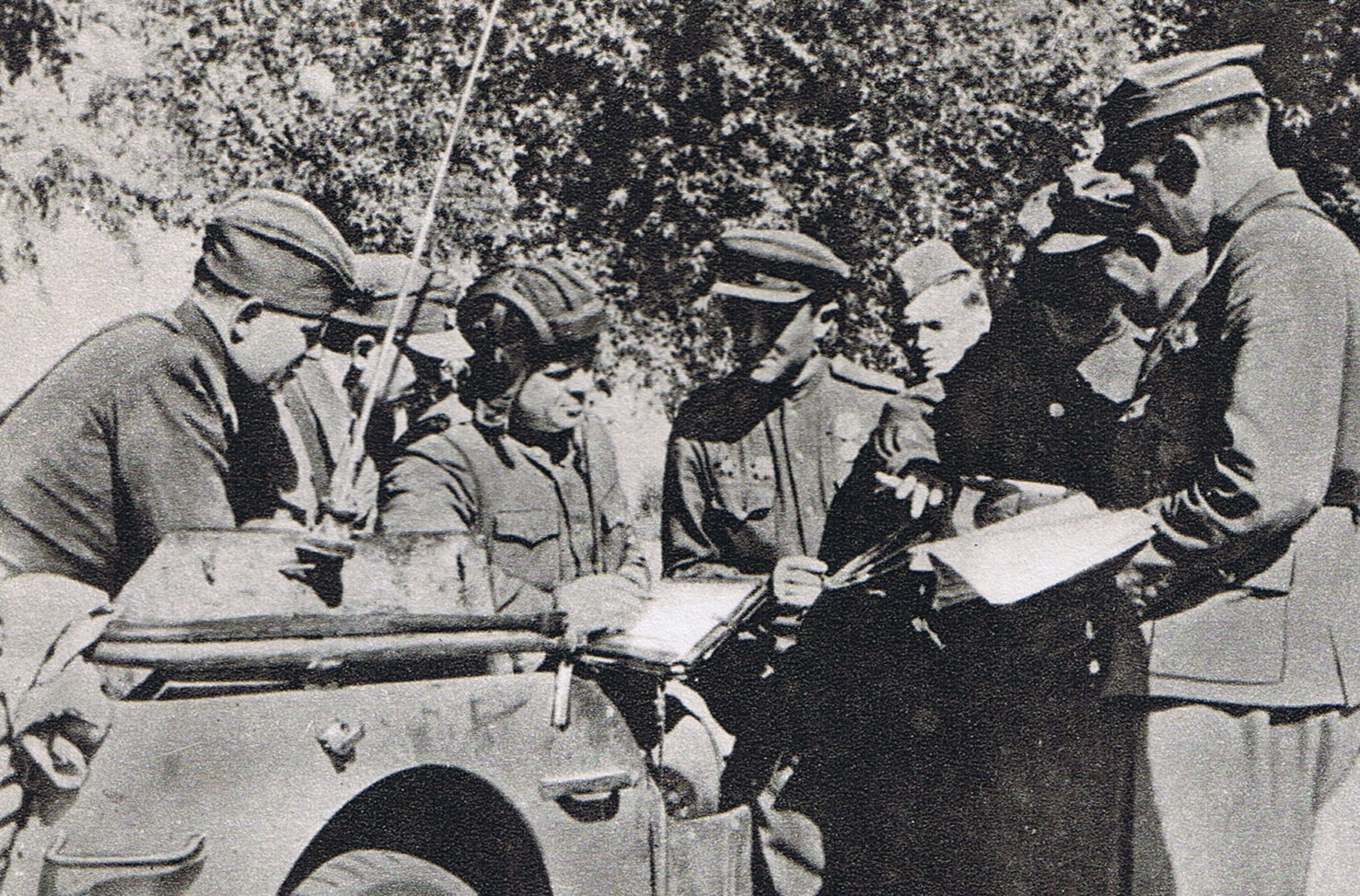
Brigadegeneral Mierzycan erhält seine Instruktionen von sowjetischen Offizieren

Am 1. August überschritt die 57. Garde-Schützendivision (Generalmajor Afanasi Dmitrijewitsch Schemenkow) des 4. Garde-Schützen-Korps (Generalleutnant Wassili Afanasjewitsch Glasunow) die Weichsel bei Magnuszew. Am 3. August besetzten Teile der 35. Garde-Division den Ort Studzianki und erreichten den Raum Głowaczów.
In der Absicht, den Magnuszewer Brückenkopf zu zerschlagen, griff ab dem 8. August die deutsche Fallschirm-Panzer Division 1 Hermann Göring an, mit dem ausdrücklichen Befehl, die Rote Armee über die Weichsel zurückzuwerfen. Die deutsche Gegenoffensive wurde bald durch Teile der 19. Panzer-Division verstärkt, und es wurde versucht, die sowjetischen Ingenieurtruppen und die polnischen Truppen im westlichen Weichsel-Brückenkopf abzuschneiden.

## Kampfhandlung
Ab 9. August griff die polnische 1. Panzerbrigade (Brigadegeneral Jan Mierzycan) zur Verstärkung der 8. Gardearmee in die Kämpfe ein, gleichzeitig rückten die polnische 2. Infanterie-Division (Brigadegeneral Antoni Siwicki) und eine Brigade der 3. Infanterie-Division unter Oberst Stanisław Galicki in den Brückenkopf vor. Am 9. August drangen die deutschen Truppen in das Dorf Grabnowola ein und versuchten die dortigen sowjetischen Einheiten zu vernichten. Zunächst erlangten sie ein paar Erfolge, bis sie von der polnischen 3. Panzerkompanie zurückgedrängt wurden. Am 11. August wurden die deutschen Verbände durch den Gegenangriff der 1. Panzerkompanie aus Studzianki vertrieben. Nachdem der deutsche Angriff ins Stocken geraten war, kam es zu wechselhaften Kämpfen, wobei die polnische 1. Kompanie mehr als sieben Mal gezwungen war, um das Dorf zu kämpfen, bis am 15. August der Großteil der deutschen Streitkräfte eingekesselt und aufgerieben war. Die restlichen Teile der deutschen Streitkräfte kämpften noch einen Tag weiter, zogen sich jedoch am 17. zurück.

## Nachwirkungen
Die deutschen Angriffe führten zu einem kompletten Desaster, während man zwar Anfangserfolge erzielte und in den Brückenkopf vordringen konnte, wurde der Angriff von der polnischen Gegenoffensive flankiert und unter hohen Verlusten zurückgeworfen. Für die Polen und die 8. Gardearmee der Roten Armee war die Schlacht ein voller Erfolg, der Weichsel-Brückenkopf von Magnuszew war fest etabliert.

## Gedenken

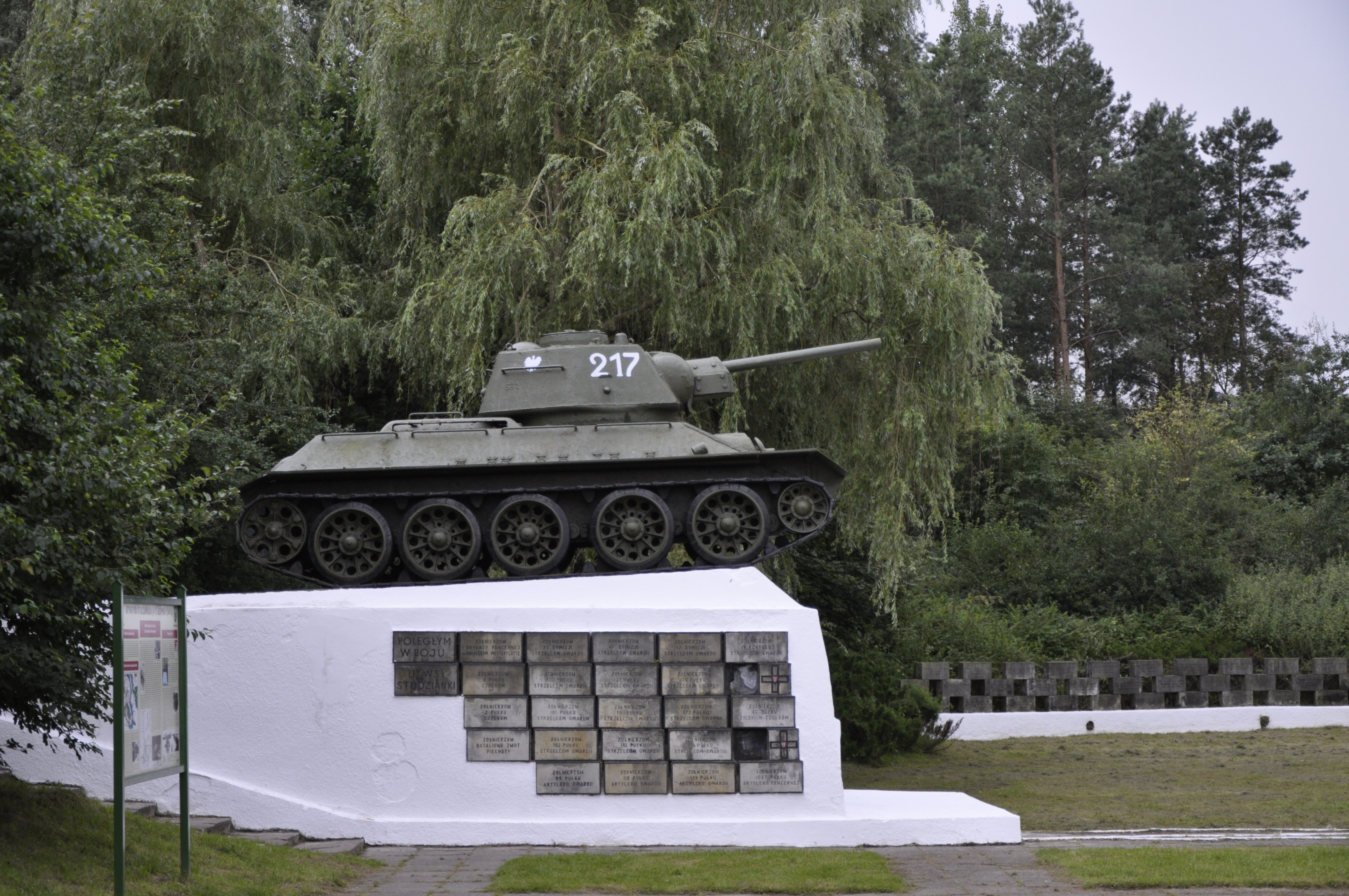
Denkmal in Studzianki mit einem T-34, der als Teil der 1. polnischen Panzerbrigade am Kampf teilgenommen hat

Um an die Schlacht zu erinnern, wurde 1969 der Name des Dorfs Studzianki zu Studzianki Pancerne geändert. Das Wort pancerne bedeutet gepanzert auf Polnisch.
In dem Dorf gibt es außerdem ein kleines Museum, das sich auf die Geschichte der Schlacht bezieht.